# سارة إيلا ويلسون
سارة إيلا ويلسون (بالإنجليزية: Sarah Ella Wilson)‏ هي مُدرسة أمريكية، ولدت في 7 أبريل 1874 في ورسستر في الولايات المتحدة، وتوفيت في 1 نوفمبر 1955.